# Nottingham Open 2021
El torneo Nottingham Open 2021 fue un torneo profesional de tenis. Perteneció al ATP Challenger Series 2021. Se disputó en su 25.ª edición sobre superficie césped, en Nottingham, Gran Bretaña entre el 05 al el 13 de junio de 2021.

## Jugadores participantes del cuadro de individuales
| Favorito | País                            | Jugador            | Rank1 | Posición en el torneo |
| -------- | ------------------------------- | ------------------ | ----- | --------------------- |
| 1        | Bandera del Reino Unido         | Dan Evans          | 27    | Cuartos de final      |
| 2        | Bandera de Estados Unidos       | Frances Tiafoe     | 74    | CAMPEÓN               |
| 3        | Bandera de Italia               | Andreas Seppi      | 98    | Cuartos de final      |
| 4        | Bandera de Sudáfrica            | Kevin Anderson     | 100   | Cuartos de final      |
| 5        | Bandera de Estados Unidos       | Mackenzie McDonald | 119   | Primera ronda         |
| 6        | Bandera de Estados Unidos       | Denis Kudla        | 120   | FINAL                 |
| 7        | Bandera de Bosnia y Herzegovina | Damir Džumhur      | 125   | Primera ronda         |
| 8        | Bandera de Polonia              | Kamil Majchrzak    | 126   | Semifinales           |

- 1 Se ha tomado en cuenta el ranking del 31 de mayo de 2021.

### Otros participantes
Los siguientes jugadores recibieron una invitación (wild card), por lo tanto ingresan directamente al cuadro principal (WC):
- Jay Clarke
- Dan Evans
- Ryan Peniston

Los siguientes jugadores ingresan al cuadro principal tras disputar el cuadro clasificatorio (Q):
- Marius Copil
- Matthew Ebden
- Borna Gojo
- Aleksandar Vukic

## Campeones

### Individual Masculino
- Frances Tiafoe derrotó en la final a  Denis Kudla, 6–1, 6–3

### Dobles Masculino
- Matt Reid /  Ken Skupski derrotaron en la final a  Matthew Ebden /  John-Patrick Smith, 4–6, 7–5, [10–6]